# Mauro Sérgio
Mauro Sérgio, nome artístico de Mauro Nietto de Moura, (São Paulo, 4 de outubro de 1944) é um cantor, compositor e versionista brasileiro.

## Biografia
Desde a mais tenra idade, já demonstrava sua tendência para a música. Com apenas quatro anos, seu pai, que era sapateiro, o levava em seu trabalho, colocava-o sobre a  sua mesa de 
trabalho e o então garotinho Mauro abria a voz e cantava para todos ouvirem. Como toda
criança em sua inocência, o menino se encantava com os aplausos que recebia dos que trabalhavam no local e se admiravam com sua voz. 
Os anos foram passando, e como toda pessoa que tem uma infância pobre, Mauro também teve que trabalhar muito cedo para ajudar sua família na sobrevivência, mas o sonho de tornar-se cantor ia se avolumando cada vez mais em sua cabeça. 
Talvez por ser tímido nunca teve coragem de participar de algum programa de calouros, mas frequentava alguns programas de auditório da época e viajava em seus sonhos de ser cantor.
Finalmente, em 1967, surgiu sua grande oportunidade. Conheceu o hoje radialista Osvaldo Betio que já fôra produtor de um famoso programa anos atras "Parada de Sucessos" que era apresentado pelo saudoso Hélio de Alencar. Osvaldo tinha muito conhecimento com o pessoal que comandava a gravadora RCA Victor na época e foi assim que Mauro Sérgio ingressou no mundo do disco, assinando seu primeiro contrato como cantor profissional.
Gravou uma música de Luiz Wanderley chamada "Eu Te Amarei", que fez grande sucesso em todo o território nacional. Esse sucesso abriu as portas da televisão para Mauro Sérgio. 
Foi contratado por Silvio Santos, onde junto com outros cantores da época, participou do lançamento do quadro "Os Galãs Cantam e Dançam aos Domingos" atuando no primeiros seis meses do programa. 
Após um certo período de afastamento da TV, voltou a participar de programas como a Discoteca do Chacrinha entre outros, mas sua aversão por televisão o tornou um cantor mais dedicado ao disco e ao rádio. 
Já foi contratado por diversas gravadoras do País, tendo inclusive, em sua passagem pela Som Livre, uma de suas músicas na trilha sonora da novela Locomotivas.
Suas músicas de maior sucesso foram: "Chuva e Lágrimas" (versão de "Rain and Tears"), "O Fim" (versão de "The End"), "Não Vou Deixar de Amar"(versão de "I Can't Stop Loving You), "Eu Te Amarei" e "Amar É Nunca Precisar Pedir Perdão", e principalmente  "Serenata", sucesso nacional em 1973.